# 알폰소 13세
알폰소 13세(Alfonso XIII, 1886년 5월 17일 ~ 1941년 2월 28일)는 1886년 5월 17일에서 1931년 4월 14일까지 스페인의 군주로서 재위하였다. 정식 이름은 알폰소 레온 마리아 하이메 이시드로 파스쿠알 안토니오 데 보르본 이 압스부르고-로레나(스페인어: Alfonso León Fernando María Jaime Isidro Pascual Antonio de Borbón y Habsburgo-Lorena)였다. 프랑스 왕국의 명목상 국왕으로는 알퐁스 1세(Alphonse Ier)로도 불린다. 1886년 알폰소 12세의 유복자로 태어났다. 태어나자마자 왕위에 올랐으므로 어떠한 칭호도 따라 붙지 않았다. 16세가 되는 해인 1902년까지 모후 마리아 크리스티나가 섭정하였다. 1931년 스페인 제2공화국의 출범으로 망명하였다.
알폰소 13세는 바텐베르크의 빅토리아 에우헤니아 공주와 결혼했다. 그녀의 애칭은 에나였다. 빅토리아 에우헤니아는 혈우병 보인자로 두 사람 사이에는 4남 2녀가 태어났다. 장남 알폰소와 막내 곤살로는 혈우병을 가지고 태어났고 그로 인해 요절했다. 차남 하이메는 유아기에 수술을 받은 이후로 청각장애를 앓게 됐다. 넷째 아들인 후안 데 보르본 이 바텐베르그의 아들은 훗날 스페인의 국왕 후안 카를로스 1세로 즉위하게 된다.

## 자녀
| 사진 | 이름              | 생일             | 사망                   | 기타                                                                                               |
| ---- | ----------------- | ---------------- | ---------------------- | -------------------------------------------------------------------------------------------------- |
|      | 알폰소            | 1907년 5월 10일  | 1938년 9월 6일(31세)   | 코바동가 백작부인 에델미라와 결혼 후 이혼, 자녀 없음 로카포르트알투사라의 마리아와 결혼, 자녀 없음 |
|      | 하이메            | 1908년 6월 23일  | 1975년 3월 20일(66세)  | 에마누엘라 데 담피에레와 결혼 후 이혼, 자녀 없음 샤를로테 티데만와 결혼, 2남                       |
|      | 베아트리스        | 1909년 6월 22일  | 2002년 11월 22일(93세) | 치비텔라체지 공작 알렉산드로 톨로니아와 결혼, 2남 2녀                                              |
|      | 마리아 크리스티나 | 1911년 12월 12일 | 1996년 12월 23일(85세) | 제1대 마로네 백작 엔리코 마로네친차노와 결혼, 4녀                                                  |
|      | 후안              | 1913년 6월 20일  | 1993년 4월 1일(79세)   | 양시칠리아 공주 마리아 메르세데스와 결혼, 2남 2녀                                                  |
|      | 곤살로            | 1914년 10월 24일 | 1934년 8월 13일(19세)  | 요절                                                                                               |

## 같이 보기
- 레알 마드리드

| 전임 알폰소 12세 (재위 1874 - 1885) | 에스파냐의 군주 1886년 5월 17일 ~ 1931년 4월 14일 | 후임 후안 카를로스 1세 (재위 1975 - 2014) |